# داريل مالون
داريل مالون (بالإنجليزية: Darrell Malone)‏ هو لاعب كرة قدم أمريكية أمريكي، ولد في 23 نوفمبر 1967.

## وصلات خارجية
- داريل مالون على موقع مرجع كرة القدم المحترفة.كوم (الإنجليزية)